# Bénodet
 Bénodet  (en bretón Benoded) es una población y comuna francesa, situada en la región de Bretaña, departamento de Finisterre, en el distrito de Quimper y cantón de Fouesnant.

## Demografía
| 1882 | 1922 | 2087 | 2285 | 2436 | 2750 |
| Para los censos de 1962 a 1999 la población legal corresponde a la población sin duplicidades (Fuente: INSEE [Consultar]) |      |      |      |      |      |